# Frankie Gavin
Frankie Gavin est un boxeur anglais né le 28 septembre 1985 à Birmingham.

## Carrière
Il remporte la médaille d'or aux Jeux du Commonwealth à Melbourne en 2006 dans la catégorie des poids légers ainsi que le titre de champion du monde de boxe amateur à Chicago en 2007 dans cette même catégorie. Passé professionnel en 2009, il s'empare de la ceinture de champion d'Angleterre des poids welters en 2012 aux dépens de Junior Witter mais échoue en championnat d'Europe face à Leonard Bundu le 1er août 2014.